# Спеціальний звіт 301

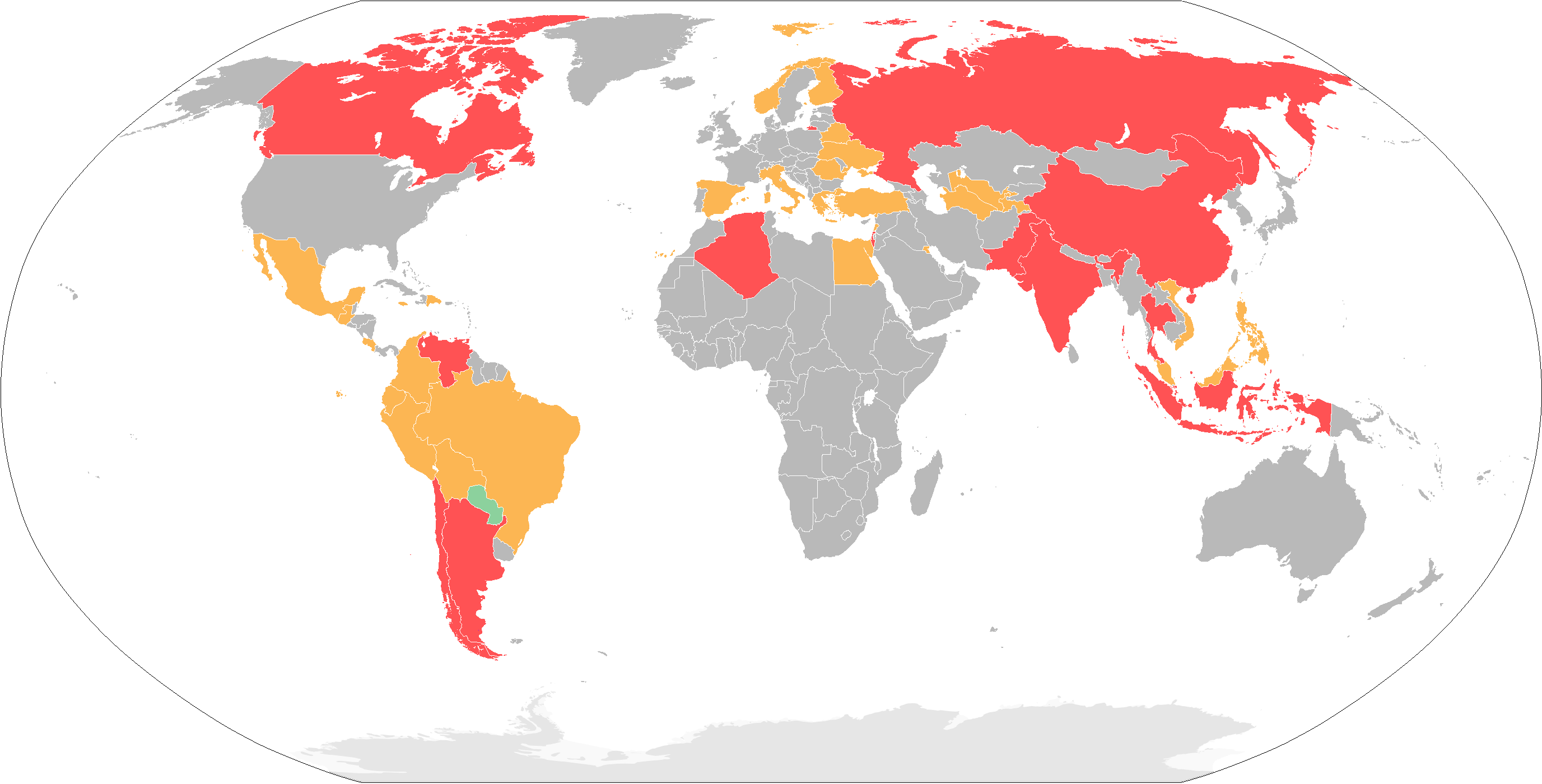
Special 301 Report 2011
Priority Watch List
Watch List
Section 306 Monitoring
Status Pending

Спеціальний звіт 301 (англ. The Special 301 Report) — готується щорічно Офісом торгового представника США (USTR) відповідно до розділу 301 з поправками Закону про торгівлю 1974 року (англ. the Trade Act of 1974).
У цих звітах повідомляється про торгові бар'єри для американських компаній і продуктів у зв'язку з законами про інтелектуальну власність, що стосуються авторського права, патентів і товарних знаків в інших країнах.
У звіті за 2011 рік Україна знаходилась у переліку країн, щодо яких ведеться спостереження. У 2012 році Офіс торгового представника США відніс її до країн, щодо яких ведеться першочергове спостереження. Таким чином, стан справ відносно захисту інтелектуальної власності має тенденцію до погіршення. 
Переклад частини звіту за 2012 рік:
| Україна досягла мінімального прогресу у здійсненні плану дій з регулювання прав інтелектуальної власності, у тому числі стосовно вирішення урядом питання використання неліцензійного програмного забезпечення. Україна також мало зробила для вирішення питання щодо контрафакції і піратства, а в деяких випадках робила кроки в зворотному напрямку. Наприклад, через декілька днів після того як українська міліція закрила найбільший сайт-порушник країни (ex.ua), влада надала дозвіл на поновлення його роботи. Крім того, кількість IP-інспекторів в Державній службі інтелектуальної власності України була значно зменшена. У той час як українська влада вжила заходів щодо припинення несанкціонованого відеозапису фільмів у кінотеатрах, несанкціонований звукозапис фільмів продовжує викликати серйозне занепокоєння. Виконання зусиль залишається неефективним по відношенню до широкого поширення контрафактної та піратської продукції, багато з якої було перевезено через Україну до третіх країн, і митникам, як і раніше, не вистачає офіційних повноважень для припинення поставок. Сполучені Штати як і раніше закликають Україну вжити заходів щодо вирішення проблеми, яка викликає серйозну стурбованість, з приводу піратства в Інтернеті, в тому числі шляхом прийняття запропонованого законопроєкту, щоб забезпечити належний режим для попередження порушень та видалення (вилучення) матеріалів, які порушують права інтелектуальної власності. Сполучені Штати також продовжує заохочувати Україну до поліпшення судової системи, яка страждає від значних затримок, відсутності обґрунтованої пропозиції, і суддів, які не мають відповідного досвіду в сфері інтелектуальної власності. Сполучені Штати будуть продовжувати працювати з України для вирішення цих та інших питань. |